# Jeu de cochons
 (juin 2015).
Si vous disposez d'ouvrages ou d'articles de référence ou si vous connaissez des sites web de qualité traitant du thème abordé ici, merci de compléter l'article en donnant les références utiles à sa vérifiabilité et en les liant à la section « Notes et références ».

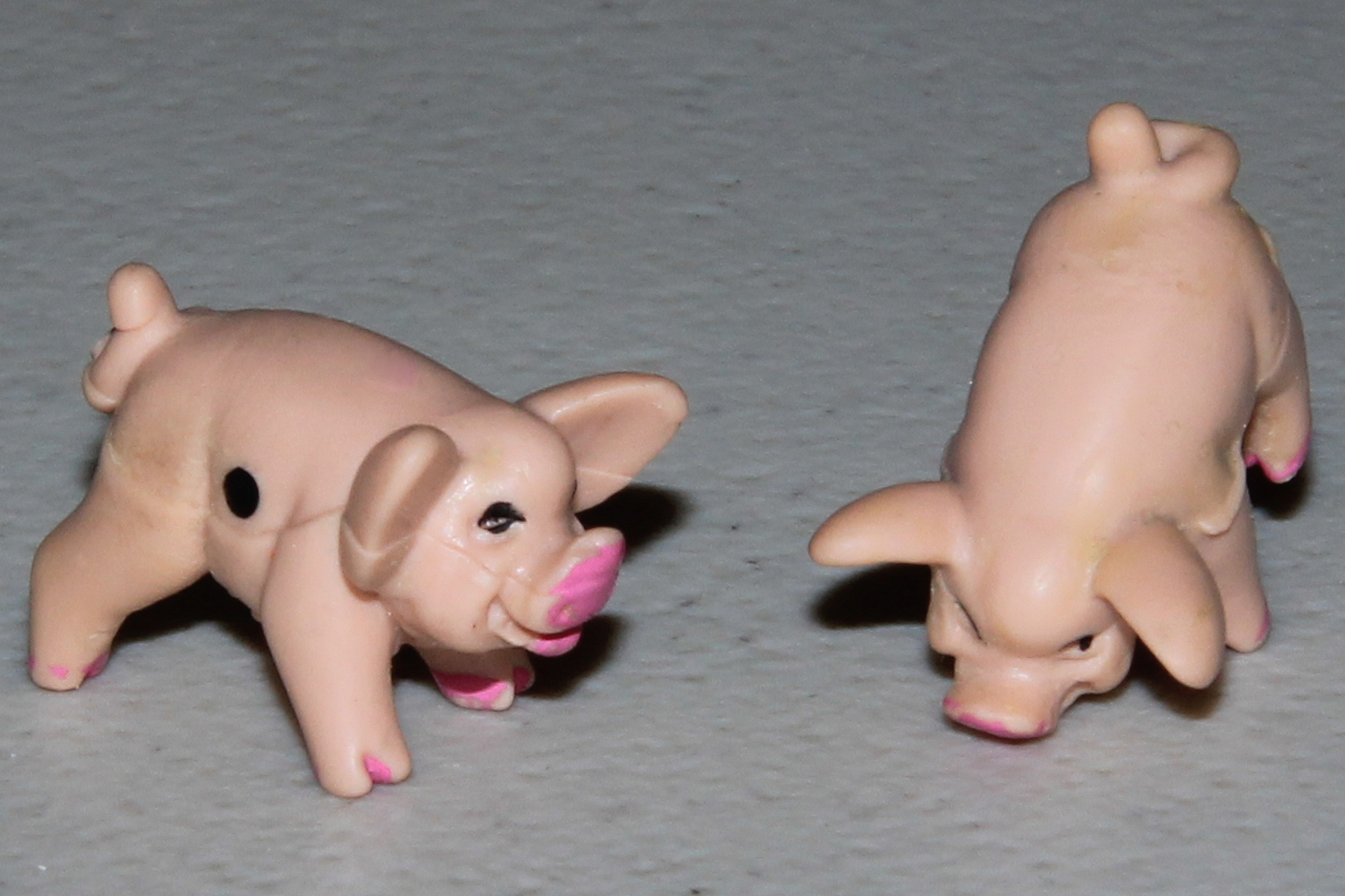
Jeu de cochons

Le Jeu de cochons est un jeu de société créé par David Moffat en 1984, jeu dans lequel les dés sont des figurines de petits cochons. Le but est de lancer les petits cochons pour obtenir un maximum de points.
Une extension du jeu (Pass the Pigs: Pig Party) a été créée plus tard en 2011 par Winning Moves, avec 30 cartes en sus des petits cochons.

## Règles
Se joue à deux joueurs et plus. À son tour, le joueur lance les deux petits cochons et remporte ou perd des points en fonction des figures et combinaisons réalisées. Le joueur peut relancer les cochons autant de fois qu'il le souhaite pour tenter de continuer à gagner des points, jusqu'à ce qu'il décide de s'arrêter et de passer les cochons au joueur suivant ou qu'il fasse une figure qui mette fin à son tour. Le vainqueur est le premier joueur à atteindre 100 points.

### Figures
Avec un seul cochon :
- Le cochon est sur le flanc - 0 point
- Trotteur : le petit cochon retombe sur ses pattes - 5 points
- Tournedos : le petit cochon retombe sur le dos - 5 points
- Groin groin : le petit cochon retombe sur le groin et les deux pattes avant - 10 points
- Bajoue : le petit cochon retombe en équilibre sur une bajoue, une oreille et une patte avant - 15 points

Avec les deux cochons :
- combinaisons diverses : les points des petits cochons s'additionnent (ex. : Trotteur + Groin groin = 15 points)
- Bon flanc : les petits cochons retombent sur le même flanc (droite ou gauche, reconnaissable à un point noir ou l'absence de ce point) - 1 point
- Double trotteur : les deux petits cochons retombent sur leurs pattes - 20 point
- Double tournedos : les deux petits cochons retombent sur le dos - 20 points
- Double groin groin : les deux petits cochons font un groin groin - 40 points
- Double bajoue : les deux petits cochons font un bajoue - 60 points
- Cochon nul : les petits cochons retombent sur les flancs opposés - vous perdez tous les points accumulés pendant ce tour et passez les cochons au joueur suivant
- Bon jambon : les deux petits cochons se touchent dans n'importe quelle position - vous perdez tous les points accumulés depuis le début de la partie et passez les cochons au joueur suivant
- Cochon à cheval : les petits cochons retombent à cheval l'un sur l'autre - vous êtes éliminé du jeu